# Cambiare
Cambiare (veranderen, wisselen) is een Italiaanse muziekterm die aangeeft dat een uitvoerend musicus tijdens de uitvoering van een muziekstuk moet wisselen van muziekinstrument. Zo kan het voorkomen dat tijdens de uitvoering van een symfonisch werk de klarinettist halverwege moet wisselen naar een basklarinet of een trompettist moet wisselen naar een piccolotrompet. De term cambiare (a) wordt in een geval gebruikt zodat duidelijk is dat dit moet gebeuren. De meeste cambiares komen voor bij percussie-instrumenten. Dit komt omdat er veel verschillende percussie-instrumenten zijn die vaak in (een) enkele partij(en) genoteerd staan, waarbij duidelijk moet zijn wanneer de percussionist moet wisselen van instrument.
In het Engels wordt deze term vaak genoteerd met de woorden "Change to ...".
De term is gemakkelijk te verwarren met de aanwijzing Muta in. Deze aanwijzing wordt echter gebruikt als iemand met hetzelfde instrument vanaf dat moment (anders) moet gaan transponeren. Hierbij hoeft dus niet van instrument gewisseld te worden, maar verandert de verhouding tussen de genoteerde toonhoogte en de daadwerkelijk geproduceerde toonhoogte.
Deze aanwijzing wordt altijd gevolgd door de naam van het muziekinstrument waarnaar gewisseld moet worden. Een mogelijk voorbeeld is cambiare a tromba in do (wissel naar c-trompet).